# Башкирское языкознание
Башкирское языкознание — наука, занимающаяся исследованиями актуальных проблем башкирского языка.

## История
Махмуд ал-Кашгари в своём энциклопедическом «Словаре тюркских наречий» (1073/1074 гг.) в рубрике «об особенностях тюркских языков» перечислял башкир в числе двадцати «основных» тюркских народов. «А язык башкир», — писал он, «очень близкий к кипчакскому, огузскому, киргизскому и другим, то есть тюркский».
Первым словарем башкирского языка считается рукописный «Перевод слов на башкирский язык»
Мендияра Бикчурина, который датируется 1781 годом.
В 1842 году издаются «Татарская грамматика» и литературный сборник «Татарская хрестоматия» (без словаря) М. И. Иванова. Иванов отделял народно-разговорный язык от литературно-книжного, к примеру, его хрестоматия состояла из двух частей: первая часть — примеры разговорного языка татар, башкир и казахов; вторая часть — примеры книжного языка.
В 1859 и 1869 годах издавалось «Начальное руководство к изучению арабского, персидского и татарского языков с наречиями бухарцев, башкир, киргизов ..» М. М. Бекчурина. В руководстве были даны основные правила для чтения текстов на арабском, персидском и татарском языках. К татарскому (то есть к тюркскому) языку Мирсалих Бекчурин, как М. Иванов и С. Кукляшев, относил оренбургские татарское, башкирское и казахское «наречия» и привел на них тексты для чтения. В качестве башкирского образца был приведен рассказ «Батыр бадшаның хикәйәте», который впервые был опубликован на арабской графике в хрестоматии М. И. Иванова.
В 1859 году издаётся книга «Диван-и хикайат-и татар» С. Б. Кукляшева. В предисловии данной книги автор пишет: «Все языки, коими говорят и пишут турецкие и татарские племена, известны под общим названием „тюркийского, тюрки-тили“». «Тюркийский язык» по С. Кукляшеву состоял из трёх отдельных групп — турецкой, чагатайской и татарской. К последней группе Кукляшев относит татарское, казахское (киргизское), башкирское, ногайское, кумыкское, карачаевское (корагайское), каракалпакское и мишарское наречия.
В 1892 году для башкир был издан первый букварь на основе русского алфавита, после переиздавался в 1898 и 1908 годах. На рубеже XIX—XX вв. также опубликованы труды В. В. Катаринского («Краткий русско-башкирский словарь», 1893; «Башкирско-русский словарь», 1899), А. Г. Бессонова («Букварь для башкир», 1907), Н. Ф. Катанова («Азбука для башкирского языка»), М. А. Кулаева («Основы звукоподражания и азбука для башкир», 1912) и других.
Систематическое изучение башкирского языка началось в 20-е гг. XX века.
Одним из основоположников башкирского языкознания и тюркской лингвистической науки был тюрколог, член-корреспондент АН СССР, академик Академии педагогических наук РСФСР проф. Н. К. Дмитриев (1898—1954). Главным его трудом, определяющим перспективы развития всего тюркского языкознания, явился его труд — «Грамматика башкирского языка» (М.-Л., 1948), которая является первой научной академической грамматикой в истории башкирского языкознания. Н. К. Дмитриев является и основоположником теории языковых контактов в тюркологии.
Профессор Дж. Г.Киекбаев положил начало интенсивным научным исследованиям проблем башкирского и тюркского языкознания. Он написал такие фундаментальные труды, как «Фонетика башкирского языка», «Лексика и фразеология башкирского языка», «Введение в урало-алтайское языкознание», «Основы исторической грамматики урало-алтайских языков», которые явились научной основой становления и развития университетского филологического образования.
Габбас Ягафарович Давлетшин много сделал для практической реализации башкирского литературного языка. Он участвовал в выборе ведущего диалекта башкирского языка, стал соавтором первого башкирского букваря, изданного на латинице, автором одного из первых учебников, первого орфографического словаря и учебника башкирского языка для вузов.
Научно-исследовательской деятельностью в области Башкирского языкознания занимаются на кафедре башкирского языкознания и этнокультурного образования Башкирского государственного университета, в Институте истории, языка и литературы Уфимского научного центра РАН.
К актуальным проблемам Башкирского языкознания, которые исследуют ученые РБ являются: Закономерности развития башкирского языка на современном этапе, Сравнительно-сопоставительное изучение башкирского и восточных языков, Грамматический строй современного башкирского литературного языка, Языки народов РБ: функционирование и взаимодействие, Концептосфера башкирского языка и основные концепты башкирской языковой картины мира, Сопоставительное исследование башкирского и русского языков.
В институте истории, языка и литературы Уфимского научного центра РАН научные исследования в области Башкирского языкознания затрагивают грамматику, лексикографию, диалектологию и историю башкирского языка, историю и теорию башкирской литературы, математическое моделирование и компьютерную лингвистику языка.
Проблемы Башкирского языкознания занимают ученых Стерлитамакской государственной педагогической академии им. Зайнаб Биишевой.

## Ученые
Проблемами башкирского языкознания занимались профессора Зайнуллин М. В., Н. Х. Ишбулатов, Г. Г. Саитбатталов и др.